# Лаваль, Антуан Бандьери де
Антуа́н Бандие́ри де Лава́ль (фр. Antoine Bandieri de Laval; 1688, Париж — 20 октября 1767, там же) — французский балетный артист и хореограф.

## Биография
Происходил из итальянского рода выходцев из Лукки, бывших в услужении у короля Людовика XIV, а с другой родственной стороны приходился племянником знаменитому балетному танцору Клоду Баллону (1676—1739).
В 1712 году Антуан де Лаваль пришел в Королевскую академию музыки, а после смерти Мишеля Блонди в 1739 году сменил его в должности директора балетной труппы музыкальной академии, пробыв на этом посту до 1748 года.
Среди его партнерш прославленные балерины Мари Салле и Мари Камарго.
Кроме того Лаваль неоднократно приглашался ставить танцы в королевском дворце. С 1753  года был членом Французской королевской академии танцев и даже её директором.
Преподавал танцы детям Людовика XV.
В течение 1726—1729 годах вёл танцевальные уроки в престижном учебном заведении лицее Людовика Великого.
Сын Антуана Мишель Бандиери де Лаваль тоже стал балетным танцором.